# Varicosi
Per varicosi o malattia varicosa si intende una dilatazione patologica permanente di una vena associata a una modificazione di tipo regressivo delle pareti venose. Tale dilatazione può essere localizzata, con almeno una zona di nodosità, o diffusa. Spesso, nel linguaggio comune, ci si riferisce a tale patologia con la locuzione vene varicose, varici, malattia venosa cronica (MVC).

## Eziologia
Le varici vengono generate principalmente da:
- aumento della pressione intraluminale venosa (causata ad es. da compressione dei vasi)
- trombosi delle vene profonde
- insufficienza delle valvole venose

Esiste una predisposizione genetica alla costituzione della debolezza delle pareti venose, oltre a fattori a rischio tipicamente femminili e alla posizione eretta che agevolano la patologia. Le vene, diversamente dalle arterie, non posseggono uno strato muscolare molto sviluppato, quindi la vena si dilata quando la parete tende a rilasciarsi, a causa di una quantità di sangue transitante superiore alla norma oppure per un suo rallentamento. Questo processo può essere contrastato dai muscoli che circondano la vena, ma se la loro spinta è insufficiente allora la dilatazione può divenire costante. L'evoluzione della malattia varicosa nella maggioranza dei casi è ascendente dal basso verso l'alto. La gravidanza, l'età e l'obesità rappresentano fattori di rischio specifici per le donne.

## Inquadramento Nosologico
Le varici, tipiche espressioni di una malattia multifattoriale da disfunzione del sistema venoso degli arti inferiori, sono costituite da dilatazioni permanenti delle vene.
Grandi o piccole che siano, hanno forma di cordoni o di nodi, e normalmente sono collocate nel sottocute ma anche più superficialmente nel derma (in tal caso sono dette teleangectasie). Anche le emorroidi, le varici esofagee ed il varicocele rappresentano una forma di varicosi pur se collocata in distretti meno comuni.
Distinguiamo le Varici Essenziali o Primitive dalle Varici Secondarie dette anche Postflebitiche o Postrombotiche. Le prime insorgono in assenza di una specifica causa determinante, in quanto sono costituzionali e riconoscono una eziologia genetica, anche se la loro patogenesi resta ancora da chiarire. Infatti numerose ipotesi sono state avanzate quali momenti scatenanti: aumento della pressione venosa, aumento del carico ematico, degenerazione delle strutture valvolari, ecc. Le varici secondarie invece sono causate dall’aumento della pressione venosa deambulatoria, trasmessa alla rete superficiale da quella profonda, affetta da esiti di una pregressa trombosi, quali una persistente ostruzione del lume o una incompetenza delle valvole. Tali condizioni vanno sotto il comune nome di Sindrome Post flebitica o Postrombotica (SPT).
Le varici provocano una sintomatologia, a seconda della gravità del caso, variabile da semplici disagi estetici a sensazioni di pesantezza e persino di dolore, sempre esacerbate dalla stazione eretta, specie se prolungata. L’insorgenza di sintomi o di sofferenze del derma/ipoderma dei segmenti bassi della gamba è direttamente correlata all’evoluzione della MVC verso lo scompenso emodinamico, tipico della insufficienza venosa cronica (vedi complicanze).
Le complicanze delle varici sono così classificabili:
1)Venose: emorragia, trombosi della rete superficiale (varicoflebite), o profonda
2)Cutanee e sottocutanee: edema, discromie, ipodermite, eczema ed ulcera. Espressioni tutte di una compromissione dei normali scambi nutritizi del letto capillare, conseguenza di un deficit dei meccanismi che assicurano un soddisfacente ritorno venoso al cuore. Tale condizione clinica va sotto il nome di Insufficienza Venosa Cronica (IVC).
Per semplificare la descrizione del variegato quadro della varicosi, ed anche di altre patologie venose, è stata introdotta dal 1994 la Classificazione CEAP. Una sigla che identifica il singolo caso con quattro item, uno per ogni lettera: 
- C: la clinica della varicosi,
- E: l’etiologia primitiva o secondaria,
- A: la vena colpita,
- P: la patologia trombotica o di reflusso.

A queste lettere fa seguito una cifra o una sigla corrispondente ai diversi aspetti della malattia.
L’espressione semplificata della CEAP, solitamente usata, si limita al solo item C e prevede le seguenti espressioni cliniche (al cui fianco leggerete in parentesi le percentuali di prevalenza, divise per sesso, nella popolazione occidentale): C1(M 58,4% F 59,5%) presenza di varici reticolari di diametro <3mm e di teleangectasie (piccole varici del derma volgarmente dette capillari); C2 (M 12,4% F 15,8%) il classico quadro di varici di vene sottocutanee di calibro > 3mm; nel C3 (M 11,6 F 14,9%) si inseriscono i casi che presentano edema quale primo esordio della IVC; quest’ultima nei casi più avanzati, classificati C4 (M 3,1% F 2,7%) provoca reazioni discromiche e reattive della cute, che esiteranno in vere ulcere e parleremo allora di C6 (0,1%) per quelle attive e di C5 (0,6%) per le pregresse. Successivamente ha trovato spazio nella CEAP anche una classe C0 che ha accolto quei casi che, pur mostrando una sintomatologia tipica della varicosi, non presentavano alcuna varice visibile nemmeno sul piano strumentale, le ragioni della dignità nosologica ad essi attribuita trova le sue ragioni nella possibile condizione di predisposizione alla varicosi, di cui sarebbero tali soggetti portatori.

## Anatomia
Ci sono tre sistemi venosi negli arti inferiori
1. superficiale
La vena safena grande parte dal malleolo interno e raggiunge la cresta iliaca. La piccola vena safena e i suoi rami laterali si trova a livello dei polpacci.
2. profondo
Assicura il 90% del drenaggio venoso, soprattutto grazie alla pompa muscolare ma anche a quella articolare.
3. perforante
Permette il passaggio del sangue dalla rete superficiale a quella profonda. È suddivisibile in tre gruppi
  1. gruppo DODD: faccia mediale della coscia, terzo medio
  2. gruppo BOYD: faccia mediale della gamba, immediatamente sotto il ginocchio
  3. gruppo COCKETT: tre vene perforanti sulla faccia mediale della gamba, nel terzo inferiore, a circa 7, 14, 18 centimetri dalla pianta del piede.

## Trattamento
Le indicazioni principali si dividono:
- T. CONSERVATIVO[8] consiste in trattamenti medici e fisici così schematizzabili:

1. Farmacologici basati sull’uso di capillaroprotettori e/o di integratori alimentari più dettagliatamente descritti a proposito della Insufficienza Venosa Cronica (IVC).
2. Elastocompressivi rappresentati dal largo uso di calze elastiche preventive e terapeutiche, nonché di bende a forte o scarsa proprietà di allungamento, di uso più limitato e destinate prevalentemente al trattamento della IVC.[7]
3. Prescrizioni di corretto stile di vita destinati ad una funzione di recupero funzionale della rete venosa (ginnastica e comportamentale) o preventiva (vedi prevenzione).
4. Igiene alimentare incentrata su un adeguamento nutrizionale orientato non solo alla lotta contro l’obesità ma anche contro la stessa evoluzione della varicosi.[9]

- T. ABLATIVO[10] che si pone l’obiettivo di curare radicalmente la varicosi con metodo:
  - Chirurgico ad orientamento:
    1. Ablativo tradizionale. Esso comprende: 
      1. Crossectomia: consistente nella legatura della safena interna a raso della vena femorale comune e nella legatura di tutte le affluenti dell'arco safenico. La stessa cosa si può fare per la piccola safena effettuando la legatura a raso della vena poplitea. Questo intervento può essere eseguito da solo o associato allo stripping, ma in sua alternativa anche a trattamento sclerosante.
      2. Stripping lungo: consiste nell'eseguire una legatura della safena interna (o grande safena) o esterna (o piccola safena) alla cross (crossectomia) e successivamente asportare l'asse safenico fino al malleolo.
      3. Stripping corto: si esegue per la safena interna. Consiste nell'asportazione della vena dall'inguine fino al ginocchio.
      4. Flebectomie ambulatoriali: consistenti nell’asportazione mininvasiva in ambulatorio ed in anestesia locale delle singole varici, con un uncino introdotto per microincisioni estetiche della pelle, evitando punti di sutura.

    2. Conservativo, come la CHIVA un trattamento chirurgico, mininvasivo, conservativo, ambulatoriale con anestesia locale, basato sui principi dell’emodinamica mediante l'uso del Color Doppler. Consiste nella correzione dei flussi patologici responsabili della dilatazione varicosa.

  - Non Chirurgico: praticato ambulatorialmente e così classificabile:
    1. Termico e Tumescente: tecniche endovascolari atte a provocare l’ostruzione del lume venoso a mezzo di energia termica, prodotta con l’uso del Laser della Radiofrequenza o anche del Vapore, erogata da un catetere introdotto in una vena e fatto avanzare sotto guida ecografia fino al tronco safenico. Anche per evitare ustioni della pelle viene adoperata una anestesia locale chiamata tumescente, in quanto avvolge la vena da trattare in un manicotto liquido che la isola dal sottocute.
    2. Non Termico Non Tumescente in pratica rappresentata dalla scleroterapia che si prefigge l’obliterazione del lume venoso, grazie all’iniezione in esso di sostanze chimiche, pertanto non è richiesta neanche l’anestesia tumescente ed è quindi praticabile sia ambulatorialmente che fuori dell’ambito ospedaliero.
    3. Non Termico Non Tumescente Non Sclerosante: rappresentata dall’uso, come al punto (1) di un catetere endovascolare, che libera nella vena una colla, capace di realizzare la sua obliterazione; obbiettivo quest’ultimo recentemente conseguito anche con l’uso esterno e non invasivo di ultrasuoni focalizzati sulla vena (metodo HIFU).

## Prevenzione
Le norme igieniche più importanti da seguire per prevenire o limitare l'insorgenza della malattia varicosa sono:
- Camminare almeno un'ora al giorno;
- Chi è costretto a prolungate posizioni in piedi, dovrebbe eseguire periodicamente esercizi ginnici di "allungamento";
- Chi invece assume a lungo una posizione seduta, dovrebbe ogni tanto sgranchire le gambe;
- Evitare la lunga esposizione al caldo;
- Evitare bagni con acqua troppo calda;
- Evitare di indossare calzature strette;
- Indossare calze elastiche;
- Dormire mantenendo una posizione dei piedi più alta rispetto alla testa;
- Mantenere un peso corporeo nella norma;[2]
- Adottare una dieta ricca di Vitamina C e di fibre.

## Esami
- Doppler per diagnosticare l'insufficienza venosa;[12][13][14]
- Ecocolordoppler per diagnosticare il flusso venoso profondo;[14][15][16]
- Manovra di Trendelenburg per esaminare la gamba e il flusso sanguigno dal circolo superficiale a quello profondo;[17][18][19]
- Pletismografia per verificare l'efficienza del sistema venoso;[20][21][22]
- Videocapillaroscopia per localizzare anche il più piccolo disturbo del sistema venoso;[23]
- Flebografia per diagnosticare una eventuale trombosi all'interno di un vaso sanguigno.[14]

## Fattori di rischio
- Ereditarietà che compare spesso nell'ambito della famiglia affetta da questo disturbo;[24][25][26]
- Sesso, tenendo conto che le varici sono più frequenti nelle donne;[27][28][29][30]
- Età, che è direttamente collegata con l'incidenza della malattia;[31][32][33]
- Difetti del piede e della postura[34][35][36]
- Utilizzo per almeno un periodo superiore a 5 anni di anticoncezionali orali[37][38][39]
- Obesità che provoca una modifica del ritorno venoso;[30][40][41]
- Stitichezza che ostacola il ritorno venoso;[42][43][44]
- Caldo che causa vasodilatazione;[45]
- Attività occupazionali che prevedono il mantenimento della stazione eretta per tempi prolungati;[30][35]
- Gravidanza a causa della variazioni ormonali.[46][47]